# Bergwerk Lippe
Das Bergwerk Lippe war ein Steinkohlebergwerk im nordwestlichen Ruhrgebiet. Der Verwaltungssitz war Gelsenkirchen. Seine Bestandteile waren der Förder-, Aufbereitungs- und Verwaltungsstandort Westerholt, der ehemaligen Förderstandort Fürst Leopold, der Seilfahrtstandort Polsum und der Wetterschacht Altendorf. Am 19. Dezember 2008 hat das Bergwerk Lippe den Betrieb eingestellt.

## Bergwerksgeschichte
Das Grubenfeld des Bergwerks Lippe lag unter den Städten Gelsenkirchen, Herten, Marl, Haltern, Dorsten, Bottrop und Gladbeck. Es entstand 1998 durch die Zusammenführung ehemals selbstständiger Bergwerke Westerholt und Fürst Leopold/Wulfen im Rahmen mehrerer Anpassungsmaßnahmen der Deutsche Steinkohle AG (DSK). Es gingen ein die Schächte Westerholt1/2/3, Polsum 1 und 2, Altendorf, Fürst Leopold 1/2, Wulfen 1/2 sowie Baldur 1. Den Namen verdankt das Bergwerk seiner Lage an dem Fluss Lippe. 
Es wurden umfangreiche Anpassungs- und Rationalisierungsmaßnahmen durchgeführt. Die Schächte Fürst Leopold 1/2 wurden für die Förderung stillgelegt und für Seilfahrt und Wetterführung offen gehalten. Im Anschluss wurde die Rohkohleförderung auf den Schacht Westerholt 3 und die Personenseilfahrt auf den Schacht 1 konzentriert. Der nicht mehr benötigte Schacht Westerholt 2 wurde abgeworfen und verfüllt. Im Jahre 1999 wurde die Kokerei Hassel stillgelegt, die ehemals Bestandteil des Bergwerks Westerholt/Bergmannsglück war.
Im Anschluss erfolgte die schrittweise Aufgabe des nördlichen Feldesteiles Wulfen. Der geplante Schacht Wulfen 3 wurde ad acta gelegt. 2001 erfolgte die Verfüllung der Schächte Wulfen 1/2 sowie der komplette Abbruch dieser Bergwerksanlagen "im Grünen".
2002 wurde ferner der Schacht Baldur 1 verfüllt. Zuletzt umfasste das Bergwerk Lippe die Schächte Westerholt 1/3, Polsum 1, Polsum 2, Altendorf (in den Bereichen nördlich und südlich des Wetterschachtes Altendorf) und Fürst Leopold 1/2.
Der Abbau aus den insgesamt 70 km langen Grubenbauen war voll mechanisiert. Seit Aufnahme der Förderung um die Jahrhundertwende vom 19. zum 20. Jahrhundert wurden rund 250 Millionen Tonnen Kohle gefördert. Zuletzt wurden von den 2.900 Beschäftigten in 2 Abbaubetrieben ca. 8.000 t Kohle pro Tag gefördert. Am 28. März 2008 wurde durch einen Beschluss des RAG-Aufsichtsrates am 2. April eine vorgezogene Fördereinstellung für Dezember 2008 festgelegt. Diese Entscheidung wurde durch den Kompromiss, das Bergwerk Saar bis 2012 weiter zu betreiben, begünstigt.